# Bajo Hondo
Bajo Hondo is een plaats in het Argentijnse bestuurlijke gebied Coronel Rosales in de provincie Buenos Aires. De plaats telt 165 inwoners.